# كاري بريستون
كاري بريستون (بالإنجليزية: Carrie Preston)‏ (ولدت في 21 يونيو 1967) ممثلة ومنتجة ومخرجة أمريكية.

## نشأتها
ولدت «كاري بريستون» وعاشت في ماكون بجورجيا. بدأ موهبتها في التمثيل تظهر منذ طفولتها. فشاركت في عدة مسرحيات وهي في العمر الثامنة. وعند بلوغها الثانية عشر قامت بتكوين فرقة مسرحية هي ومجموعة من الأطفال. حصلت درجة البكالوريوس في الفنون الجميلة عام 1990. وبعدها حصلت علي شهادة الدبلومة في الدراما من «مدرسة جوليارد».

## مسيرتها المهنية
عملت«بريستون» مع زوجها الممثل «مايكل إيمرسون» في عدة مشاريع. لعب زوجها دور «بين لينوس» في المسلسل التليفزيوني الشهير «Lost - تائه» وكانت بريستون ضيفة شرف في الحلقة ال20 في الموسم الثالث للمسلسل وقامت بدور والدة «بين», بالرغم من إنها لم تشارك زوجها في أي مشهد. «بريستون» أيضا شريكة في شركة إنتاج تدعي "Daisy 3 Pictures" مع جايمس فازكويز و«مارك هولمز. مثلت «بريستون» في مسلسل «دم حيقية -True Blood» منذ عام 2008 في دور «ارلين فولير». في عام 2010 إنضمت لفريق عمل «The Good Wife -الزوجة الجيدة» في دور “اليزبيث تاسكينوني” وفي عام 2013 فازت بجائزة «إيمي» عن دورها في العمل.

## روابط خارجية
- كاري بريستون على موقع IMDb (الإنجليزية)
- كاري بريستون على موقع روتن توميتوز (الإنجليزية)
- كاري بريستون على موقع ألو سيني (الفرنسية)
- كاري بريستون على موقع أول موفي (الإنجليزية)
- كاري بريستون على موقع قاعدة بيانات برودواي على الإنترنت (الإنجليزية)
- كاري بريستون على موقع قاعدة بيانات الأفلام السويدية (السويدية)
- كاري بريستون على موقع إن إن دي بي (الإنجليزية)
- كاري بريستون على موقع قاعدة بيانات الفيلم (الإنجليزية)
- كاري بريستون على موقع كينوبويسك (الروسية)